# ペドリト・ローレンテ
ペドリト・ローレンテ（Pederito Laurente、1982年3月30日 - ）は、フィリピンのプロボクサー。第30代OPBF東洋太平洋スーパーバンタム級王者。元PABAスーパーバンタム級暫定王者。マニラ出身。

## 来歴
1999年3月19日、カヴィテ州バコールでアルド・アビリオと対戦し、0-3の判定負けを喫した。
1999年6月26日、パラニャーケでクリストファー・エサビアと対戦し、プロ初勝利となる初回TKO勝ちを収めた。
2001年4月3日、ラグナ州サンペドロでジョエル・バウヤと対戦し、プロ初のKO負けとなる5回TKO負けを喫した。
2001年8月25日、パラニャーケでルシート・ムティアと対戦し、2回TKO勝ちを収めた。
2002年1月18日、バンコクでソッ・ゴーキャットジムと対戦し、0-3の判定負けを喫した。
2002年2月13日、バンコクでPABAバンタム級王者プーンサワット・クラティンデーンジムと対戦し、4回TKO負けを喫し王座獲得に失敗した。
2002年5月24日、ジャカルタでジャック・シヤハヤと対戦し、4回KO勝ちを収め連敗を2で止めると共に再起を果たした。
2003年3月15日、東ネグロス州ドゥマゲテでフィリピンGABスーパーバンタム級王者ジムレックス・ハカと対戦し、0-3の判定負けを喫し王座獲得に失敗した。
2003年4月27日、パラニャーケでフラッシュ・ムリージョと対戦し、3-0の判定勝ちを収め再起を果たした。
2003年8月16日、後楽園ホールでOPBF東洋太平洋スーパーバンタム級王者福島学と対戦し、12回3-0（115-114、117-113、116-112）の判定勝ちを収め王座獲得に成功した。
2003年10月18日、後楽園ホールでホルヘ・リナレスと対戦し、12回0-3（91-100、92-99、94-99）の判定負けを喫した。
2004年1月30日、セブ市のウォーターフロント・セブシティ・ホテル&カジノでジムレックス・ハカと対戦し、12回0-3（110-117、109-119、111-116）の判定負けを喫しOPBF王座の初防衛に失敗、王座から陥落した。
2004年5月20日、後楽園ホールで長井祐太と対戦し、7回1分56秒TKO勝ちを収めた。
2004年9月3日、ナコーンラーチャシーマー県でABCOスーパーバンタム級暫定王者セーンヒラン・ルークバンヤイと対戦し、9回KO負けを喫し王座獲得に失敗した。
2005年5月17日、広州の天河体育中心体育場で毛翔琦とPABAスーパーバンタム級暫定王座決定戦を行い、3回TKO勝ちを収め王座獲得に成功した。
2005年9月3日、後楽園ホールで西岡利晃と対戦し、0-3（93-99、95-98、94-97）の判定負けを喫した。
2005年11月3日、ソウルで申八萬とPABAスーパーバンタム級暫定王座決定戦を行い、2回22秒TKO勝ちを収め王座再獲得に成功した。
2006年12月19日、ピッサヌローク県で正規王者のプーンサワット・クラティンデーンジムとPABAスーパーバンタム級王座統一戦を行い、2回2分34秒TKO負けを喫し王座統一に失敗、ローレンテが1年1ヵ月保持していた暫定王座は正規王座に吸収される形で消滅した。
2007年3月23日、パラニャーケでジョーバー・ダモスモグとノンタイトル8回戦を行い、3-0の判定勝ちを収め再起を果たした。
2007年6月1日、サマーラのメタルルグ・スタディオンでアユプ・アーサエフとABCOフェザー級暫定王座決定戦を行い、4回2分0秒TKO負けを喫し王座獲得に失敗した。
2007年12月15日、後楽園ホールで西岡利晃と124ポンド契約10回戦を行い、9回48秒KO負けを喫した。

## 獲得タイトル
- 第30代OPBF東洋太平洋スーパーバンタム級王座（防衛0）
- PABAスーパーバンタム級暫定王座（防衛0=剥奪）
- PABAスーパーバンタム級暫定王座（防衛0）